# Jacob Levin
Jacob Levin, anche noto come Jacob Lewin (Landskrona, 22 novembre 1890 – Liverpool, 10 dicembre 1945), è stato un calciatore svedese, di ruolo difensore.

## Carriera

### Nazionale
Prese parte con la sua Nazionale ai Giochi olimpici del 1912.

### Cronologia presenze e reti in Nazionale
| Cronologia completa delle presenze e delle reti in nazionale ― Svezia | Cronologia completa delle presenze e delle reti in nazionale ― Svezia | Cronologia completa delle presenze e delle reti in nazionale ― Svezia | Cronologia completa delle presenze e delle reti in nazionale ― Svezia | Cronologia completa delle presenze e delle reti in nazionale ― Svezia | Cronologia completa delle presenze e delle reti in nazionale ― Svezia | Cronologia completa delle presenze e delle reti in nazionale ― Svezia | Cronologia completa delle presenze e delle reti in nazionale ― Svezia |
| Data                                                                  | Città                                                                 | In casa                                                               | Risultato                                                             | Ospiti                                                                | Competizione                                                          | Reti                                                                  | Note                                                                  |
| --------------------------------------------------------------------- | --------------------------------------------------------------------- | --------------------------------------------------------------------- | --------------------------------------------------------------------- | --------------------------------------------------------------------- | --------------------------------------------------------------------- | --------------------------------------------------------------------- | --------------------------------------------------------------------- |
| 11-9-1910                                                             | Kristiania                                                            | Norvegia                                                              | 0 – 4                                                                 | Svezia                                                                | Amichevole                                                            | -                                                                     |                                                                       |
| 18-6-1911                                                             | Solna                                                                 | Svezia                                                                | 2 – 4                                                                 | Germania                                                              | Amichevole                                                            | -                                                                     |                                                                       |
| 29-10-1911                                                            | Amburgo                                                               | Germania                                                              | 1 – 3                                                                 | Svezia                                                                | Amichevole                                                            | -                                                                     |                                                                       |
| 20-6-1912                                                             | Göteborg                                                              | Svezia                                                                | 2 – 2                                                                 | Ungheria                                                              | Amichevole                                                            | -                                                                     |                                                                       |
| 29-6-1912                                                             | Stoccolma                                                             | Svezia                                                                | 3 – 4                                                                 | Paesi Bassi                                                           | Olimpiadi 1912 - Turno di qualificazione                              | -                                                                     |                                                                       |
| 3-11-1912                                                             | Göteborg                                                              | Svezia                                                                | 4 – 2                                                                 | Norvegia                                                              | Amichevole                                                            | -                                                                     |                                                                       |
| Totale                                                                |                                                                       | Presenze                                                              | 6                                                                     |                                                                       | Reti                                                                  | 0                                                                     |                                                                       |